# Ján Baltazár Magin
Ján Baltazar Magin (6. ledna 1681, Vrbové - 27. března 1735, Dubnica nad Váhom) byl slovenský básník a historik.

## Životopis
V roce 1706 se stal chovancem kněžského semináře pro nadané studenty - takzvaného Pázmanea ve Vídni. Jako farář působil v Jaroku u Nitry, v Košeci a Dubnici nad Váhom. Mezi obdobím působení v Košeci a Dubnici v letech 1717 a 1718 byl novicem Tovaryšstva Ježíšova v Trenčíně, ale kvůli nemoci byl propuštěn. Od roku 1731 byl nitranským kanovníkem. Měl široký dějepisný a kulturní rozhled a objevovala se u něj slovanská orientace se zárodky národního povědomí.

## Tvorba
Jeho dílo bylo ukázkou vznikajícího literárního žánru - obrany národa. Projevuje se zdůrazňováním hlavních vývojových tendencí národních pohybů a slovenského národního uvědomování. Maginovo polemické dílo je ukázkou měšťansko-osvícenského chápání národa. Jeho argumentace se staly součástí většiny následujících obran slovenského národa (u autorů jako Juraj Fándly, Matej Bel a další).

## Dílo
- 1728 - Ostne namierené proti pisateľovi najvznešenejšieho a najnovšieho bratislavského snemovania alebo Obrana slávnej Trenčianskej stolice… (Murices Nobilissimae et novissimae diaetae Posoniensis scriptori sparsi, sive Apologia pro inclito comitatu Trenchiniensi), polemický spis, kterého byl pořizovatelem, a kde hájil postavení slovenského národu v Uhersku. Dílo vzniklo jako reakce na novissima diaeta (Nejnovějšímu sněmu), které v Trnavě vydal v roce 1721 profesor veřejného práva Michal Bencsik.[1]
- 1729 - Ekloga, rozsáhlá latinská báseň na oslavu druhého sňatku Jozefa Illesházyho, syna jeho mecenáše